# Paula Conrad
Paula Conrad, född 27 februari 1860 i Wien, död 9 augusti 1938 i Berlin, var en österrikisk skådespelare, från 1892 gift med författaren Paul Schlenther.
Conrad var en omtyckt skådespelare, först vid Schauspielhaus i Berlin och från 1899 vid Burgtheater i Wien. Bland hennes roller kan nämnas Hannele i Gerhart Hauptmanns Hanneles himmelsfärd, Franziska i Minna von Barnhelm och fru Hanna i Rose Bernd. Hon medverkade i början av 1920-talet i ett par stumfilmer.